# Vriesea boeghii
Vriesea boeghii är en gräsväxtart som beskrevs av Hans Edmund Luther. Vriesea boeghii ingår i släktet Vriesea och familjen Bromeliaceae. Inga underarter finns listade i Catalogue of Life.